# Олбани (Вајоминг)
Олбани (енгл. Albany) насељено је место без административног статуса у америчкој савезној држави Вајоминг.

## Демографија
По попису из 2010. године број становника је 55, што је 25 (-31,3%) становника мање него 2000. године.
| Група             | 2000.      | 2010.      |
| Белци             | 74 (92,5%) | 53 (96,4%) |
| Афроамериканци    | 0 (0,0%)   | 0 (0,0%)   |
| Азијати           | 1 (1,3%)   | 1 (1,8%)   |
| Хиспаноамериканци | 0 (0,0%)   | 0 (0,0%)   |
| Укупно            | 80         | 55         |